# Limonomyces culmigenus
Limonomyces culmigenus är en svampart som först beskrevs av R.K. Webster & D.A. Reid, och fick sitt nu gällande namn av Stalpers & Loer. 1982. Limonomyces culmigenus ingår i släktet Limonomyces och familjen Corticiaceae.   Inga underarter finns listade i Catalogue of Life.